# Ернст Мулдашев
Ернст Рифга́тович Мулда́шев (на башкирски: Эрнст Рифғәт улы Мулдашев; на руски: Эрнст Рифгатович Мулдашев) е известен съветски и руски хирург-офталмолог.
Главен научен консултант е на Федералното държавно бюджетно учреждение „Общоруски център за очна и пластична хирургия“ на Министерството на здравеопазването на Русия в Уфа. Доктор е на медицинските науки, почетен консултант на Луисвилския университет (САЩ), член на Американската академия по офталмология, дипломиран офталмолог на Мексико.
Той е автор на редица езотерични книги, с публикации във вестници публикации и филми на мистични теми, свързани с експедиции до Крит, Египет и Тибет за изучаване на древни цивилизации.

## Биография
Роден е село Горно Серменево (днес част от село Серменево) в Белорецки район, Башкирска АССР, СССР.
Мулдашев има над 50 патента за изобретения и полезни модели в Русия, 10 патента в чужбина. Като учен-медик има над 300 научни публикации, включително 7 монографии.
Освен това е майстор на спорта, трикратен шампион на СССР по спортен туризъм. Бил е член на Конгреса на народните депутати – на РСФСР, после на независима Русия – в бурния период от 1990 до 1993 г.

Придобил е известност като автор на редица книги, вестникарски публикации и филми на мистични теми, свързани с експедиции на Крит, в Египет и Тибет, сред които са:
- „Откровенията на хирурга“
- „Загадъчната аура на Русия“
- „Матрицата на живота на Земята“
- „От кого сме произлезли?“
- „Трагичното послание на древните. В търсене на Града на боговете“
- „Златните плочи на Харати. В търсене на града на боговете“
- „В обятията на Шамбала. В търсене на Града на боговете“